# Rio Bouleţu
O Rio Bouleţu é um rio da Romênia afluente do Rio Teleajen, localizado no distrito de Prahova.